# Мельничук Анатолій Леонідович
Мельничу́к Анато́лій Леоні́дович (26 листопада 1973 року) — український соціо-економіко географ, кандидат географічних наук, доцент кафедри економічної та соціальної географії географічного факультету Київського національного університету імені Тараса Шевченка, керівник Експертно-консультаційного центру з розвитку громад та територій Київського національного університету імені Тараса Шевченка.

## Наукова біографія
Народився 26 листопада 1973 року в місті Бердичеві Житомирської області.
Закінчив у 2000 році географічний факультет Київського університету.
З 2003 року працює у науково-дослідній лабораторії регіональних проблем економіки і політики Київського університету молодшим науковим співробітником, з 2009 року є науковим співробітником, з 2011 - завідувач науково-дослідної лабораторії регіональних проблем економіки і політики, з 2012 - доцент кафедри економічної та соціальної географії, з 2021 - керівник Експертно-консультаційного центру з розвитку громад і територій КНУ імені Тараса Шевченка.
Захистив кандидатську дисертацію «Суспільно-географічні аспекти природно-техногенної безпеки життєдіяльності населення України» у 2004 році (науковий керівник – професор Анатолій Степаненко).

## Викладає курси
«Історична географія», «Адміністративно-територіальний устрій», «Соціальна географія», «Просторове планування громад і регіонів»,  «Ресурсне забезпечення ОТГ», «Географія Києва та метрополітенського регіону» (освітній рівень «Бакалавр»), «Географія Столичного регіону», «Міська аналітика (Urban Analytics)», «Територіальне управління», «Планування розвитку територіальних громад» (освітній рівень «Магістр»).

## Наукові інтереси
Просторові трансформації; територіальна ідентичність; місця пам'яті; регіональне управління; просторове планування; регіональна природно-техногенна безпека; регіональний розвиток; історична географія; територіальна організація влади.

## Громадська діяльність
- Керівник Експертно-консультаційного центру з розвитку громад та територій (з 2021 року)
- Заступник Голови Київського відділу Українського географічного товариства (з 2012 року);
- Заступник Голови Товариства дослідників України (з 2014 року);
- Член наглядової ради Агенції регіонального розвитку Київської області (з 2019 року).
- Керівник Аналітичного центру Всеукраїнської Асоціації об'єднаних територіальних громад (з 2019 року)
- Відповідальний секретар відбіркової комісії географічного факультету КНУ (з 2010 року)
- Експерт Офісу реформ у Київській області
- Член журі III етапу Всеукраїнської студентської олімпіади з географії (2013 – 2021);

#### Членство у редколегіях наукових видань
- «Економічна та соціальна географія»;
- «Журнал з геології, географії та екології»;
- «Науковий вісник Херсонського державного університету. Серія «Географічні науки»».

## Проектна діяльність
2023 – Розроблення Концепції інтегрованого розвитку території Петрівської територіальної громади Вишгородського району Київської області (керівник групи з розроблення, ТОВ Укргруппроєкт плюс)
2022 - Проєкт «Картографування та оцінка руйнування інфраструктури» (Головний аналітик, ВАОТГ за підтримки Світового Банку)
2022 – Розроблення Концепції інтегрованого розвитку території Сагунівської територіальної громади Черкаського району Черкаської області (керівник групи з розроблення, ТОВ Укргруппроєкт плюс)
2021 – Проєкт «Залучення місцевих органів самоврядування до використання Порталу даних Мінреінтеграції» (Керівник експертної групи, ВАОТГ за підтримки Світового Банку)
2019, 2020 р.  – "Неоднозначні приміські простори: порівняльний аналіз місцевих траєкторій і мінливі повсякденні практики" (виконавець, МОН, українсько-австрійський науково-дослідний проект)
2018 – Розроблення економічного профілю Паланківської ОТГ та підготовка техніко-економічних обґрунтувань двох інфраструктурних проектів її розвитку (керівник теми, ТзОВ"БломінфоЮкрейн")
2017 – «Project Kakhovka HPP ESIA Update 2017» (керівник української частини субконтракту між ERM та Товариством дослідників України)
2016-2017 – «Shifting paradigms – Towards participatory and effective urban planning in Germany, Russia and Ukraine» (виконавець, Volkswagen (Німеччина), Товариство дослідників України (Україна)
2015-2016 рр. – Організаційно консультаційний супровід створення та формування засад розвитку Яготинської об'єднаної громади (директор проекту, програма ЄС «Підтримка реформи місцевого самоврядування в Україні» (виконавці Інститут громадянського суспільства в партнерстві з Фондом Східна Європа) (керівник, Товариство дослідників України)
2014  – Екологічна і природно-техногенна безпека України в регіональному вимірі (керівник теми) (Київський національний університет імені Тараса Шевченка)
2011-2013  – Суспільно-географічні основи дослідження трансформацій системи природокористування в Україні (Київський національний університет імені Тараса Шевченка)
2009   – Підготовка та видання путівників щодо цінностей природоохоронних територій у регіонах Причорномор’я та степу (Державна служба заповідної справи України)
2008  – Підготовка та видання путівників щодо цінностей природоохоронних територій у регіонах Розточча та Поділля (Державна служба заповідної справи України)
2007-2009 – Підготовка матеріалів до проектів створення національних природних парків «Кременецькі гори», «Кременчуцькі плавні», «Великий бір» (Державна служба заповідної справи України) «Розробка проекту правил проведення природоохоронних заходів на територіях та об’єктах природно-заповідного фонду» (Державна служба заповідної справи України»)
2006-2010  – Суспільно- географічні основи дослідження регіональної екологічної безпеки (Київський національний університет імені Тараса Шевченка)
2006  – Підготовка та видання путівників і буклетів щодо цінностей природоохоронних територій у регіонах Карпат та Полісся (Державна служба заповідної справи України)
2003-2005  – Суспільно-географічні основи регіонального природокористування (Київський національний університет імені Тараса Шевченка)
Учасник експедицій та проектів власної ініціативи: “До крайніх точок України”, “Там де починається Україна”, “Пам'ять місць – пам'ять народу”, "Територія: погляд зсередини", "Чайковський Space".

## Наукові праці
Автор та співавтор понад 150 наукових та навчально-методичних праць.
Вибрані монографії, підручники та навчальні посібники:
- Бондаренко Е., Мельничук А., Запотоцька В. Суспільно-географічна картографія: навчально-методичний посібник. Київ, 2021. 123 c. ISBN 978-617-7700-91-2
- К. Мезенцев, О.Кононенко, А.Мельничук, В.Пасько, Н.Провотар, О.Гнатюк, В.Запотоцька. Методи суспільно-географічних досліджень: навчально методичне видання. Київ: Видавництво «Фенікс, 2021. – 100 с. ISBN 978-966-136-869-8
- Мельничук А. (2019). Український суспільний географ Микола Данилович Пістун: життєвий та творчий шлях. Київ: ВПЦ «Київський університет», 2019. ISBN 978-966-136-630-4
- Регіональна економіка: Навчальний посібник. / За ред. Я. Б. Олійника. — К., 2007, 2008 (у співавторстві).
- Децентралізація влади: реформа №1 [аналітичні записки] — К.,(2016).
- Сучасні проблеми регіонального розвитку: Навчальний посібник. — К, 2009, 2010, 2013 (у співавторстві).

Розділи у монографіях:
- Gnatiuk, Melnychuk A. (2020). Ideologic Storms in the Still Waters: Postrevolutionary Life of Urban Spaces in Vinnytsia, Ukraine. Spatial Conflicts and Divisions in Post-socialist Cities pp 171–188

Cтатті:
- Ostapenko P.O.; Malchykova D.S.; Pylypenko I.O.; Melnychuk А.L.; Ostapenko S.O. (2023) Project ‘Kherson Region Geoinformation Portal’: Initiatives of Civil Society to Support Regional Development Ukrainian Geographical Journal, Volume 2023, Issue 1 Pages 54 – 66 DOI 10.15407/ugz2023.01.054;
- Гнатюк О.М.; Гоманюк М.А.; Мельничук А.Л. (2023) Деколонізація ойконімів України: у пошуку оптимальних підходів. Науковий вісник ХДУ Серія Географічні науки № 17 (2022), Херсон, 2023. с. :18-35https://gj.journal.kspu.edu/index.php/gj/article/view/338 https://doi.org/10.32999/ksu2413-7391/2022-17-2
- Gnatiuk O., Melnychuk A. (2022). Housing names to suit every taste: neoliberal place-making and toponymic commodification in Kyiv, Ukraine  Eurasian Geography and Economics. Doi: 10.1080/15387216.2022.2112250 (Scopus, Web of Science);
- Gnatiuk O., Melnychuk A.  (2022) Place names for sale: a place of Ukraine in the universe of toponymy commodification  Geografický Časopis. Vol. 74(2). P. 141-158. Doi:10.31577/geogrcas.2022.74.2.07;
- Melnychuk A., Denysenko O., Hnatiuk S. (2022) Visnyk of V.N. Karazin Kharkiv National University, series «Geology. Geography. Ecology». Vol. 56. P. 132-142. Doi: 10.26565/2410-7360-2022-56-09;
- Lytvynchuk, M. Yu.; Denysenko O.O.; Melnychuk A.L (2022) Local Planning Instruments in Ukraine: Experiences and Changes From a Long-Term Perspective. Ukrainian Geographical Journal, Volume 2022, Issue 3, Pages 45 – 54https://ukrgeojournal.org.ua/sites/default/files/UGZ_2022_03_4_2%28site-6%29.pdf. DOI 10.15407/UGZ2022.03.045 ;
- Мельничук А.,Лошицька В., Гнатюк С., Огійчук Н., Пісоцька К., Баришполь С. (2022) Концепція інтегрованого розвитку території територіальної громади як інструмент стратегічного управління Економічна та соціальна географія. 2022. Вип. 87. С. 61-71. Doi: 10.17721/2413-7154/2022.87.61-71;
- Gnatiuk, O., & Melnychuk, A. (2021). Historical heraldical symbols as a marker of reproducing and transforming regional identity ^ the case of Ukraine. Geographia Polonica, 94(4). https://doi.org/10.7163/GPol.0222
- Melnychuk, A., Denysenko, O., Ostapenko, P. (2021). New tools for new urban spaces? Analyses of planning and participation tools and their performance in (post)transitional perspective.. Економічна та соціальна географія, 85, 11–22, DOI: https://doi.org/10.17721/2413-7154/2021.85.11-22 UDC: 911.3:711.4
- Гнатюк О., Мельничук А. (2020) Територіальні закономірності змін адміністративного устрою України. Український географічний журнал.  Вип. 3(111). – С. 46-55. https://doi.org/10.15407/ugz2020.03.046
- Гнатюк О., Мельничук А. (2020)/ Просторово-часові аспекти декомунізації топоніміки міста Києва. Ідеологія і політика. – Вип. 1(15). – С. 83-114. DOI:10.36169/2227-6068.2020.01.00005
- Gnatiuk O., Melnychuk A. (2020). Geopolitics of geographical urbanonyms: evidence from Ukrainian cities. Geographia. –  Vol. 55(2). – P. 255-268. DOI: https://doi.org/10.14712/23361980.2020.19
- Мезенцев К.В., Провотар Н.І., Гнатюк О.М., Мельничук А.Л., Денисенко О.О. (2020). ТРАЄКТОРІЇ РОЗВИТКУ ПРИМІСЬКИХ ПРОСТОРІВ. Серія географічні науки. – Вип. 13. DOI: https://doi.org/10.32999/ksu2413-7391/2020-13-7
- Мезенцев К.В., Провотар Н.І., Гнатюк О.М., Мельничук А.Л., Денисенко О.О. (2019). Неоднозначні приміські простори: тенденції та особливості зміни повсякденних практик. Економічна та соціальна географія, Вип. 82, с. 4-19. DOI: https://doi.org/10.17721/2413-7154/2019.82.4-19;
- Гнатюк О., Мельничук А. (2019) Ідентичність визначних локацій міста Вінниці. Вісник Херсонського державного університету. Серія Географічні науки. –  Вип. 11. – С. 16-24. DOI https://doi.org/10.32999/ksu2413-7391/2019-11-2
- Gnatiuk O., Melnychuk A. (2019). Identities with historical regions – are they adapting to modern administrative division? The case of Ukraine. European Spatial Research and Policy. 26(1). 175–194. Doi: https://doi.org/10.18778/1231-1952.26.1.09.
- Melnychuk A., Gnatiuk O. (2019). Public perception of urban identity in post-Soviet city: the case of Vinnytsia, Ukraine. Hungarian Geographical Bulletin. 68(1). 37–50. Doi: https://doi.org/10.15201/hungeobull.68.1.3.

## Сім'я
Дружина — Мельничук Олена Іванівна. Син Олесь та донька Марія.

## Нагороди
Грамоти Київського національного університету імені Тараса Шевченка за успіхи у навчальній, науковій та виховній роботі (2009, 2013, 2018 роки),
Грамота Київського національного університету імені Тараса Шевченка за сумлінну працю (2014 рік)
Подяка Міністерства освіти науки України за багаторічну сумлінну працю, вагомий особистий внесок у підготовку висококваліфікованих спеціалістів та плідну науково-педагогічну діяльність (2021 рік)